# Макдоналдизация
Макдоналдизация е понятие в социологията, описващо форма на рационализация - преход от традиционен към рационален начин на мислене и научна организация.
То е въведено от американския социолог Джордж Рицар в книгата му „Мадоналдизацията на обществото“ (1993), в която той разглежда възприемането от културата на характеристики на ресторантите за бързо хранене.